# Ken’iči Fukui
Ken’iči Fukui (japonsky 福井謙一, Fukui Ken’iči, anglickým přepisem Kenichi Fukui; 4. října 1918 Nara – 9. ledna 1998 Kjóto) byl japonský chemik, nositel Nobelovy ceny za chemii za rok 1981. Obdržel ji společně s Roaldem Hoffmannem za průkopnické teorie chemické reaktivity a jejich aplikace v chemii. Roku 1941 absolvoval Císařskou univerzitu Kjótó, kde pak byl v letech 1951 až 1982 profesorem fyzikální chemie. Od roku 1988 až do smrti pak byl ředitelem Ústavu chemie.

## Vyznamenání
- Řád kultury – Japonsko, 1981